# Pediasia desertellus
Pediasia desertellus là một loài bướm đêm trong họ Crambidae.